# Mormonism

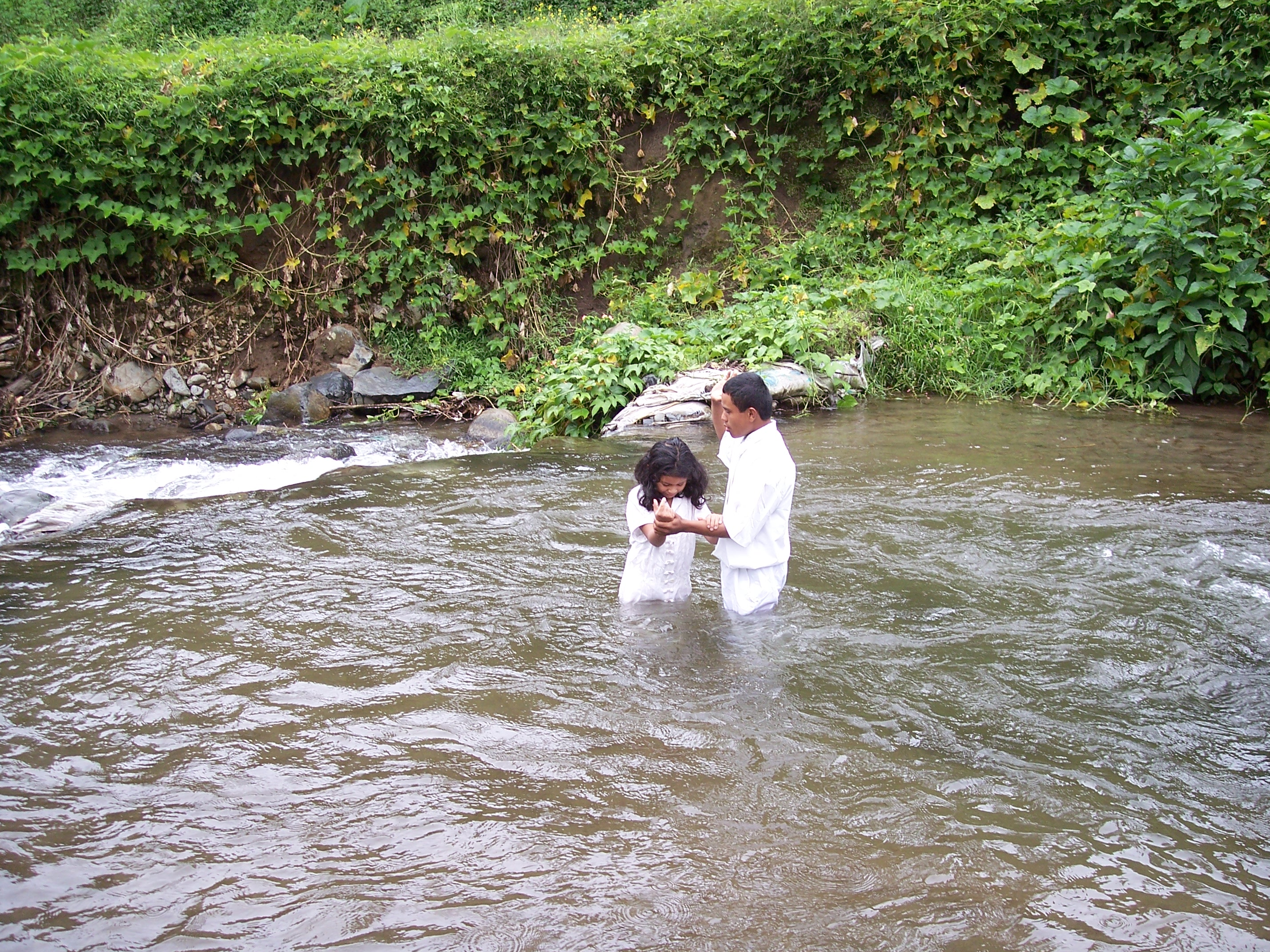
En åttaårig flicka döps i Cerro Punta, Panama (2005).

Mormonism är den dominerande religiösa traditionen inom Sista dagars heliga-rörelsen inom Restorationism grundad av Joseph Smith i Västra New York mellan 1820 och 1830 genom uppenbarelse från Gud då han vid 14 års ålder sökte efter att bli frälst och ville veta till vilken kyrka han skulle ansluta sig till. En personlig bön blev ett svar för inte bara honom själv men hela världen. Joseph Smith fick se två gestalter varav en var Gud, Fadern som tilltalade honom vid namn och som sedan pekade mot den andre och sade: "Detta är min enfödde Son, hör Honom", menande Frälsaren Jesus Kristus. Den kyrka Kristus grundade när Han själv gick på jorden hade avfallit och det fanns ingen kyrka som representerade hela sanningen. Joseph Smith skulle inte ansluta sig till någon av kyrkorna utan återupprätta det som blivit förlorat.
Största grenen i traditionen är Jesu Kristi Kyrka av Sista Dagars Heliga som har över 15 miljoner utövare, varav en stor del (dock en minoritet) bor i ursprungslandet USA. Dess anhängare kallas i folkmun mormoner. Mormonerna anser att mormonismen är en gren av kristendomen, dock ifrågasätts detta av många kristna samfund, då mormoner inte tror på en treenig Gud eller att kanoniserad skrift är begränsad till Bibeln. Mormonerna tror på Bibeln men tror på en pågående uppenbarelse och har också andra heliga skrifter, bl.a. Mormons bok. Boken anges vara ännu ett testamente om Jesus Kristus, skriven av forntida folk på den amerikanska kontinenten omkring 600 f.Kr till 400 e.Kr. På grund av bokens namn har medlemmarna i denna trosriktning fått smeknamnet "mormoner." Mormons bok, ursprungligen skriven på guldplåtar, blev enligt mormonerna översatt av profeten Joseph Smith med hjälp av bland annat ett redskap kallat Urim och Tummim.
Med mormonism menas Jesu Kristi Kyrka av Sista Dagars Heliga och andra, mindre grupper inom sista dagars heliga-rörelsen som alla hävdar att deras tro representerar den enda sanna mormonismen.

## Kristus och familjen utgör en central del
Precis som i andra kristna kyrkor är Kristus den viktigaste delen av religionen. I kyrkan lär man sig mera om de lärosatser som Kristus predikade när han vandrade på jorden och hur man kan använda dem i vardagen bland främlingar och sina grannar, men också bland sina egna familjer.

## Kritik riktad emot Joseph Smiths lärorshistoricitet
- Den kostbara pärlan var ett pergament med ca 60-talet hieroglyfer som Joseph Smith införskaffade av en antikhandlare och sedan uttydde till en hel bok, som påstods vara en genuin skrift skriven av Abraham. Nutida egyptologer har dock kunnat leda i bevis att den är en egyptisk mans dödsruna.[källa behövs] Dock har det ursprungliga dokumentet som Joseph Smith översatte aldrig undersökts av forskare eftersom den största delen av det ursprungliga pergamentet gått förlorad. Endast fragmentariska delar som man tror tillhör pergamentet har bevarats för eftervärlden.[källa behövs]

- En annan omstridd fråga är ursprunget till Mormons bok vilken Joseph Smith sade sig ha sett under övernaturliga omständigheter i möte med änglar, men som sedan inte gick att visa upp. Joseph Smith fick ändå flera människor att se och vittna om dess äkthet.

Mormons bok har inga historiska fakta som bevisar dess historicitet. Till exempel berättas det i Mormons bok om en viss judisk släkt som skulle utvandrat till de Amerikanska kontinenterna och bildat en kultur där. Inga definitiva arkeologiska fynd eller historiska dokument har kunnat bevisa detta påstående.

## Mormonismens lära i förhållande till andra kristna läror

### Exempel på likheter
Jesu Kristi Kyrka av Sista Dagars Heliga ger här exempel på sin upplevelse av hur deras tro liknar andra kristna:
1. Fokus på att acceptera Jesus Kristus som världens frälsare.
2. Tro på värderingar om hur ett kristet liv bör levas.
3. Tro på att acceptera Bibeln som Guds ord.

### Exempel på skillnader
Jesu Kristi Kyrka ger här även exempel på sin upplevelse av hur deras tro skiljer sig från andra kristna:
1. Tro på en återställelse av Jesu Kristi evangelium och en återställelse av myndigheten att handla i Guds namn.
2. Tro på att ytterligare skrifter har getts för att mer tydligt svara på livets stora frågor.
3. Tro på att vi är andliga söner och döttrar till Gud som levde med honom innan vi föddes till jorden.

#### Grunden för frälsning
Frälsning inom Mormonismen grundas endast på tro, men man får inte komma till den "högsta himlen" om man inte fullgör de mormonska förrättningarna, till exempel ger tionde, håller de tio budorden, gifter sig i ett tempel med mera. Detta skiljer sig från många kristna kyrkors lära om att frälsningen endast grundas på tron på Jesus Kristus. I Romarbrevet 3:21-4:12 skriver Paulus att frälsningen enbart fås genom tron på Jesus, inget annat. Dock står det också att tro utan rättrådigt leverne inte är fullgod tro. Skillnaden är att det är genom tro och inte genom en mängd prestationer man kommer till himlen, så som när "rövaren på korset" bad Jesus tänk på mig när du kommer till ditt rike och Jesus svarade honom "idag ska du få vara med mig i paradiset".. Däremot säger Jesus i bibeln att "ingen kommer in i himmelriket utom den som gör min himmelske faders vilja". I Matteusevangeliet 7:21-23 står det: "Inte alla som säger ’Herre, herre’ till mig skall komma in i himmelriket, utan bara de som gör min himmelske faders vilja. På den dagen skall många säga till mig: ’Herre, herre, har vi inte profeterat i ditt namn och drivit ut demoner i ditt namn och gjort många underverk i ditt namn?’ Då skall jag säga dem som det är: ’Jag känner er inte. Försvinn härifrån, ni ondskans hantlangare!’ ." I Matteusevangeliet 12:46-50 står det: "Medan han ännu talade till folket kom hans mor och hans bröder. De stod utanför och ville tala med honom, och någon sade till honom: "Din mor och dina bröder står där ute och vill tala med dig." Han svarade honom: "Vem är min mor, och vilka är mina bröder?" Och han visade med handen på sina lärjungar och sade: "Det här är min mor och mina bröder. Den som gör min himmelske faders vilja är min bror och syster och mor."". Vad Jesus menar med "min himmelske faders vilja" är en tolkningsfråga. Det står dessutom i jakobsbrevet "Vad hjälper det om någon påstår sig ha tro men saknar gärningar? Kan väl en sådan tro frälsa någon?" (Jak 2:14).
Anhängare av Jesu Kristi Kyrka av Sista Dagars Heliga menar att kyrkan leds av Jesus Kristus genom kyrkans profeter, apostlar och så vidare, och därmed att de läror som kyrkan tror på är de som Jesus undervisade om. De menar att frälsning kommer genom både tro och handling.

#### Messias i mångfald
Som ett led i tron på många gudagenerationer, vilka var och en levt på planeter liknande vår, har också tanken om ett stort antal frälsare utvecklats. Var och en av dessa gudagenerationer måste ha blivit räddade av varsin Messias. Brigham Young förklarade även att dessa inte bara hade varsin frälsare, utan även varsin frestare. Han sade, i egenskap av Guds profet, att det alltid har varit på detta viset, från all evighet, och att det ska förbli så, i all evighet.

#### Lucifer - Jesus bror
En av mormonismens mest kontroversiella trossatser är doktrinen att Lucifer skulle vara en yngre bror till Jesus. Enligt Milton R. Hunter tävlade Lucifer med Jesus om platsen som mänsklighetens frälsare.

#### Tre gudar
Mormonerna tror ej på att den ende Guden, JHWH, skulle vara treenig, såsom inom kristendomen, med viktigaste grunden i trosbekännelsen och synoden från Nicaea, år 325 e.Kr. De tror istället att de skulle vara tre separata gudar i en gudom, på ett annat sätt än vad som bekänns vid Nicea och liknande urkyrkliga synoder.